# Girardinichthys
Girardinichthys – rodzaj ryb karpieńcokształtnych z rodziny żyworódkowatych (Goodeidae).

## Klasyfikacja
Gatunki zaliczane do tego rodzaju:
- Girardinichthys ireneae
- Girardinichthys multiradiatus
- Girardinichthys viviparus